# Fouad Siniora
Fouad Siniora (Sidon, 1943) is een Libanees politicus. Hij was van 19 juli 2005 tot 9 november 2009 premier van Libanon. Hij was de opvolger van Najib Mikati. Zijn eerste termijn liep af op 25 mei 2008, de dag dat Michel Suleyman werd gekozen tot de nieuwe president van Libanon. Op 28 mei werd hij herkozen als de nieuwe minister-president. Op 9 november 2009 werd zijn kabinet ontbonden en werd Siniora opgevolgd door Saad Hariri, de zoon van Rafik Hariri.
Siniora werd geboren in een soennitische familie. Hij studeerde aan de Amerikaanse Universiteit van Beiroet waar hij een MBA haalde.
Na zijn afstuderen werkte hij in financiële instellingen en banken. Hij werkte ook enige tijd voor de Bank van Libanon, de nationale bank. Daarna werkte hij voor het zakenimperium van Rafik Hariri, waar hij een van diens financiële bedrijven leidde, de Groupe Mediterrannée.

## Politiek 2005-2008
Hij was onder premier Hariri enige tijd minister van Financiën. Toen de aanhangers van Hariri in mei 2005 de verkiezingen wonnen, schoven ze op 12 juli 2005 Siniora als kandidaat-premier naar voren. Op 20 juli volgde de benoeming door president Lahoud. Volgens gebruik vormde hij een kabinet waarin alle godsdienstige stromingen, en bijna alle politieke richtingen, waren vertegenwoordigd. De regering die werd gevormd, was de eerste regering na de Cederrevolutie, en de eerste regering waarin Hezbollah zitting had.
Al gauw ontstonden grote spanningen over de nasleep van de moord op Hariri. Premier Siniora en de meerderheid van zijn regering steunden een internationaal onderzoek naar eventuele betrokkenheid van Syrië bij de aanslag, en vroeg om een tribunaal van de Verenigde Naties. De pro-Syrische minderheid probeerde tevergeefs om dit te blokkeren.

## Oorlog
In augustus 2006 liep een ontvoering van Israëlische soldaten door Hezbollah in Zuid-Libanon zo uit de hand, dat Israël zware luchtbombardementen uitvoerde op Beiroet en andere plaatsen. De premier gaf geen onverkorte steun aan Hezbollah, wat uiteindelijk op 12 november leidde tot het uittreden van de sjiitische ministers uit de regering. Naast Hezbollah stapten ook de ministers van de Amal-beweging en die van de Vrije Patriottische Beweging van Michel Aoun.
Sinds 23 november 2007 had Libanon geen president, omdat het parlement het niet eens kon worden over een kandidaat. In feite was men het al snel eens over de kandidatuur van generaal Suleyman, maar deze kon pas worden gekozen na overeenstemming over een nieuwe regering. De sjiieten eisten daarin het recht van veto, hetgeen Siniora lange tijd bleef weigeren.
De crisis bereikte een dieptepunt in mei 2008, toen aanhangers van de regering en de oppositie met elkaar in gevecht gingen. Deze straatgevechten in Beiroet en andere Libanese steden kostten aan tientallen mensen het leven. Aanhangers van de sjiitisch-islamitische Hezbollah namen met geweld het soennitische deel van Beiroet in. Ze reageerden op regeringsmaatregelen om de macht van Hezbollah te breken. Premier Siniora draaide die maatregelen onder druk terug. Na een verzoeningsconferentie in Qatar bereikten de rivaliserende partijen na zes dagen te hebben onderhandeld een akkoord om een regering van nationale eenheid te vormen. Dit akkoord maakte ook de weg vrij voor de aanstelling van een nieuwe president. Op 25 mei werd de maronitisch-katholieke generaal Suleyman gekozen tot de nieuwe president.

## Politiek 2008-
Nadat Michel Suleyman werd gekozen tot de nieuwe president, moest er een nieuwe regering worden gevormd. Siniora kreeg de benodigde meerderheid van 69 parlementsleden achter zich, waarop de president besloot hem te benoemen om een nieuwe regering te vormen. Op 11 juli waren de aanhangers van de prowesterse regeringsleider en de pro-Syrische oppositie het eens geraakt over een regering van nationale eenheid. Siniora zou premier van Libanon blijven, en de regering zou bestaan uit 30 leden, aldus een regeringswoordvoerder. De pro-westerse meerderheid had 16 portefeuilles, de oppositie had er 11. De drie resterende regeringsleden werden benoemd door president Suleyman.

## Persoonlijk
Siniora is getrouwd en heeft drie kinderen.